# 6847 Kunz-Hallstein
6847 Kunz-Hallstein eller 1977 RL är en asteroid i huvudbältet som korsar Mars omloppsbana. Den upptäcktes den 5 september 1977 av den tyske astronomen Hans-Emil Schuster vid La Silla-observatoriet. Den är uppkallad efter tysken Hans Peter Kunz-Hallstein.
Den tillhör asteroidgruppen Phocaea.